# Грозозахисний трос

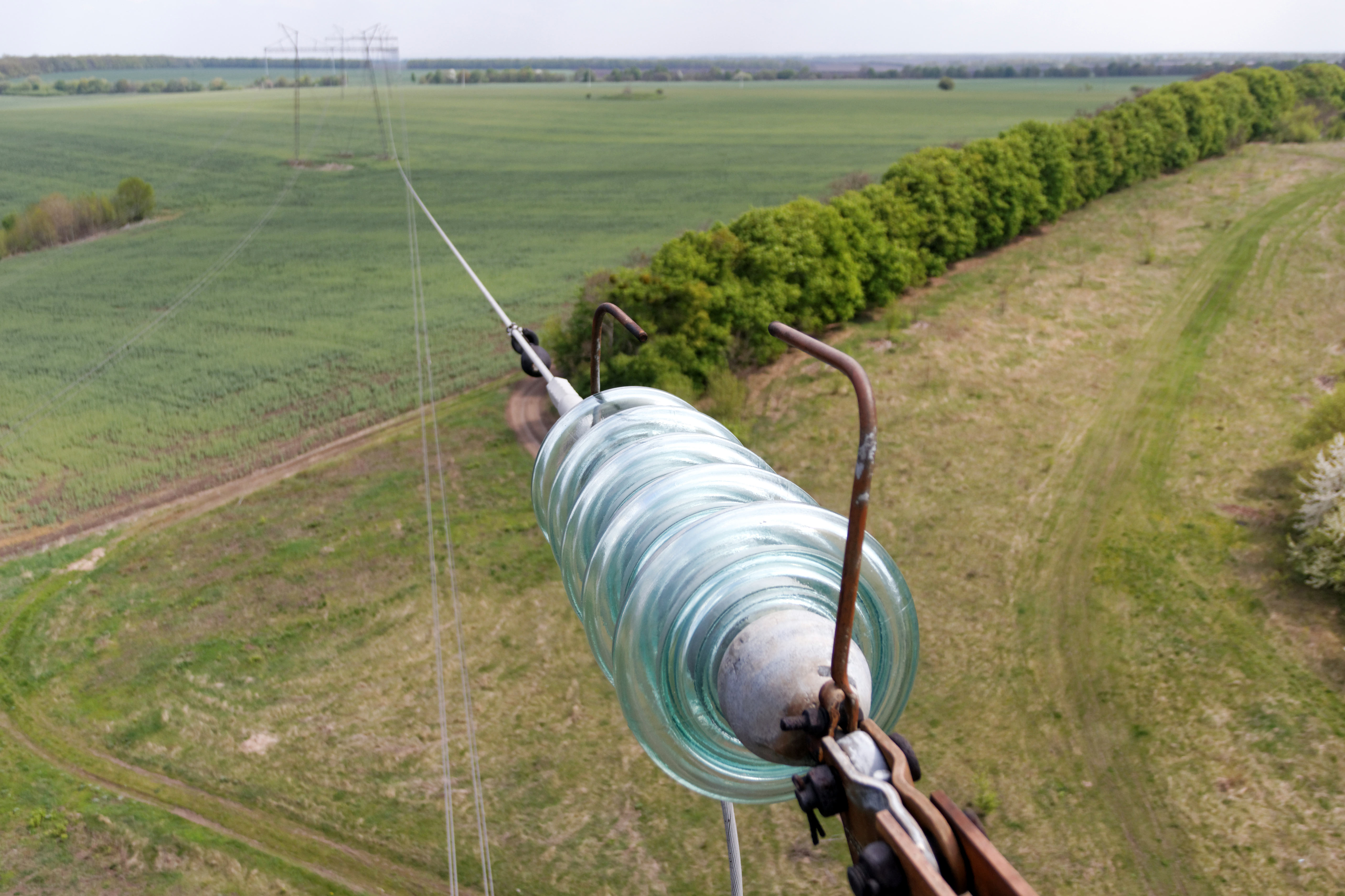
Кріплення грозотросу з розрядником на лінії 750Кв

Грозозахисний трос на вершинах анкерних опор ЛЕП 750кВ Південноукраїнська АЕС — Вінниця

Грозозахисни́й трос або тро́совий блискавковідві́д — провідник, заземлений безпосередньо чи через іскрові проміжки, розміщений над фазовими проводами повітряної лінії електропередавання (ЛЕП) чи підстанції і призначений для захисту їх від ураження блискавкою. Грозозахисний трос заземлюється при кожній опорі.

## Загальний опис
Залежно від розташування, кількості проводів на опорах повітряної лінії, електричного опору ґрунту, класу напруги повітряної лінії, необхідного ступеня грозозахисту монтують один або кілька тросів. Висота підвісу грозозахисних тросів визначається залежно від кута захисту, тобто кута між вертикаллю, що проходить через трос, й лінією, що з'єднує трос з крайнім проводом, який може змінюватися в широких межах і навіть бути від'ємним.
Зазвичай грозозахисний трос роблять зі сталевих оцинкованих жил перетином від 50 до 70 мм². Захищеність лінії залежить від кута захисту, який при значеннях більших за 20° робить ураження блискавкою малоймовірним. У лініях на металевих опорах із напругою 50 кВ і вище грозозахисний трос підвішують зазвичай по всій довжині лінії, на лініях нижчої напруги — лише на підходах до електричних підстанцій.
Грозозахисний трос містить сталеві з покриттям дроти: центральний та навиті одинарною звивкою з точковим торканням щонайменше у один шар периферійні дроти. При цьому покриття використане алюмінієве, виконане способом плакування.
З огляду на охоплення великих ділянок земної поверхні самими лініями електропередач та наявність майже в кожній країні мережі високовольтних ліній, грозозахисті троси можуть використовуватись з метою зв'язку.

## Вбудований оптичний кабель
Грозозахисний трос може містити вбудований оптоволоконний кабель. Можливі конструкції оптичних кабелів, вбудованих у грозозахисний трос, коли оптичні волокна знаходяться в полімерних трубках, що поміщені в поліетиленову оболонку, навколо діелектричного оптичного сердечника в поліетиленовій оболонці — алюмінієва трубка і зовнішній повив з круглих дротів.
Основна перевага комбінованих ЛЕП з повітряною лінією зв'язку перед підземними кабельними магістралями зв'язку проявляється тоді, коли траса лінії проходить через важкодоступні або неможливі для підземної прокладки місцевості, наприклад, зони вічної мерзлоти, болота, скельні породи. Така технологія знаходиться в процесі становлення, зазнаючи чисельних змін та вдосконалень.

## Лінія високочастотного зв'язку
Ізольовані грозотроси можуть використовуватися для передачі сигналів високочастотного зв'язку. Використання грозотросу для ВЧ-зв'язку є типовим для ліній електропередач з двома тросами та горизонтальним розташуванням силових дротів.
З історичної точки зору цікавий факт, що в 80-і роки XX століття проводилися експерименти з використання в системах зв'язку грозотроса з вбудованим коаксіальним ВЧ кабелем, однак поширення ця технологія не отримала.